# Арбузов Олександр Єрмінінгельдович
Арбу́зов Олекса́ндр Єрмінінге́льдович (30 серпня (12 вересня) 1877, Арбузов-Баран — 21 січня 1968) — радянський хімік.
Народився у селі Арбузов-Баран Казанської губернії (нині Республіка Татарстан). Професор Казанського університету (з 1911), академік АН СРСР (з 1942), Герой Соціалістичної Праці, депутат Верховної Ради СРСР 2—5-го скликань.
Основні праці — в галузі фосфороорганічних сполук (Сталінська премія, 1943, 1947), таутомерії, хім. технології, історії органічної хімії.
Відкрив каталітичну реакцію перегрупування середніх естерів фосфористої кислоти (перегрупування Арбузова), винайшов новий метод одержання вільних радикалів тріарилметанового ряду; йому належить багато праць із дослідження складу і властивостей скипидарів.
Арбузов — один з видатних представників школи М. М. Зініна, О. М. Бутлерова, О. М. Зайцева.

## Відзнаки і нагороди
Сталінська премія (1943, 1947).